# Esse Cara Sou Eu (canção)
"Esse Cara Sou Eu" é uma canção escrita e interpretada pelo cantor Roberto Carlos. Foi lançada como primeiro single do EP de mesmo nome no dia 4 de Novembro de 2012 pela Amigo Records e Sony Music Entertainment, e também como single promocional da trilha sonora da telenovela brasileira Salve Jorge de 2012. A canção é uma balada romântica que de acordo com o cantor, fala sobre o rapaz que toda a mulher gostaria de ter.

## Informações
De acordo com o cantor, "Esse Cara Sou Eu" foi escrita e depois escolhida para ser incluída na trilha sonora da novela Salve Jorge. Ela serviria de canção-tema para o casal protagonista interpretada pelos atores Nanda Costa e Rodrigo Lombardi. Roberto Carlos primeiramente enfocou a canção na mulher frágil e humilde, porém, ao ver a sinopse pronta do casal protagonista da trama mostrada pela autora Glória Perez, o cantor mudou completamente o enredo, dando ênfase ao rapaz herói e romântico e por fim completando sua canção.

## Composição
"Esse Cara Sou Eu" é uma balada romântica que dura quatro minutos e 32 segundos. Roberto Carlos levou um mês para compor. De acordo com Eduardo Lages, maestro do cantor, a composição da canção está acima da média e o cantor expressou nela tudo o que queria. Ele espera que a canção alcance o status de clássico no futuro, assim como outras composições do cantor como "Detalhes" e "Como É Grande O Meu Amor Por Você". Na canção, o cantor fala sobre aquele rapaz que toda a moça gostaria de ter em uma relação: aquele que pensa nela toda hora, que sempre diz que a ama, que fala o que ela gostaria de ouvir, que sempre sente sua falta, que sempre está presente ao lado dela em qualquer situação.

## Lançamentos
O trecho da canção foi lançada pela primeira vez pelo site oficial do cantor no dia 8 de Outubro de 2012 e o download digital da versão integral incluída no EP pelo iTunes no dia 4 de Novembro de 2012. O vídeo com a canção completa e sua letra foi lançado no dia 19 de Outubro de 2012 pelo canal VEVO oficial do cantor. Nas rádios, a canção foi lançada no mesmo dia que seu lançamento oficial e se tornou a mais tocada no país. Na novela Salve Jorge, a canção foi executada pela primeira vez no segundo capítulo da trama, no dia 23 de Outubro de 2012.

## Repercussão

### Críticas
A canção recebeu críticas mistas. As favoráveis destacam a volta do cantor no topo das paradas depois de uma década sem músicas inéditas e a letra fácil de ser guardada, principalmente o refrão. Por outro lado, a canção recebeu várias análises psicológicas, destacando que o rapaz descrito na canção seria ideal somente no início de uma relação amorosa. Depois de um tempo, isso o tornaria enfadonho, dependente e até possessivo.

### Desempenho comercial
"Esse Cara Sou Eu" já começou a chamar atenção antes de seu lançamento, ao ser divulgado o trecho pelo site oficial do cantor. Ao ser lançado pelo iTunes, a canção alcançou a primeira posição da lista dos mais baixados na loja virtual, com quase 500 mil downloads. Na Billboard Brasil Hot 100 Airplay, a canção fez Roberto Carlos estrear na parada alcançando a oitava posição em Novembro de 2012, assim como na Billboard Brasil Hot Popular. Em relação às paradas regionais, "Esse Cara Sou Eu" alcançou a primeira posição em Fortaleza, a quarta em Recife, a sexta no Vale do Paraíba e a oitava em Florianópolis também em Novembro de 2012.

### Prêmios e indicações
Em 2013, a canção ganhou o Troféu Imprensa na categoria "Melhor Música", assim como o Troféu Internet pela mesma categoria. No mesmo ano, ganhou o Prêmio Extra de Televisão na categoria "Melhor Tema Musical" pela novela Salve Jorge, se tornando a primeira música do cantor a ganhar esse prêmio. No 14º Grammy Latino, a canção foi indicada nas categorias "Melhor Canção Brasileira" e "Canção do Ano".  Ganhou na primeira categoria, derrotando as canções "Bangalô" de Djavan, "Eu Descobri" de Gilberto Gil, "Roda-Gigante" de Biquini Cavadão, "Um Abraçaço" de Caetano Veloso, "Vai Embora Tristeza" de Arlindo Cruz e "Vem Me Completar" de Bruna e Keyla.  Na segunda categoria em que foi indicada, a canção foi derrotada por "Um Abraçaço" de Caetano Veloso.

## Outras versões
Várias outras versões foram feitas da canção, especialmente paródias com o intuito de contestar a letra. Cantores regionais de vários gêneros escreveram suas versões baseadas em alcoolismo, infidelidade e principalmente na análise psicológica sobre o rapaz descrito na canção.

### Em espanhol
Com o intuito de divulgar a canção pela América Latina e EUA, Roberto Carlos acabou gravando a canção em espanhol. "Ese Tipo Soy Yo" foi divulgada pela primeira vez em 24 de Junho de 2014, através de um vídeo com a letra da canção, lançado pelo canal VEVO oficial do cantor. Em 13 de Agosto, a canção foi lançada em download digital pelo iTunes e acabou liderando paradas de onze países em seu primeiro dia de vendas, como Chile, Argentina, Colômbia, Costa Rica, Equador, México, Paraguai, Peru, Panamá, República Dominicana e Venezuela. A canção foi incluída no EP homônimo, versão em espanhol do EP Esse Cara Sou Eu, lançado também em download digital pelo iTunes em 15 de Agosto.

## Interpretações ao vivo
"Esse Cara Sou Eu" foi interpretada pela primeira vez ao vivo pelo cantor no dia 7 de Novembro de 2012, durante um show no Ginásio do Ibirapuera em São Paulo. A interpretação foi precedida por um discurso sobre a composição e foi a canção que recebeu mais aplausos do público. Roberto Carlos também interpretou a canção em seu especial de Natal transmitido pela Rede Globo, Reflexões. O especial foi gravado no dia 21 de Novembro de 2012, no Citibank Hall no Rio de Janeiro e transmitido pela emissora no dia 25 de Dezembro de 2012. Em 2013, Roberto Carlos novamente interpretou a canção em seu especial de Natal, 40 Anos: Juntos, transmitido pela Rede Globo no dia 24 de Dezembro. O especial foi gravado no dia 23 de Novembro, durante sua apresentação na Cidade das Artes, no Rio de Janeiro.

## Formato e duração
Download digital
1. "Esse Cara Sou Eu" – 4:32

## Charts
| Charts (2012)                | Posição |
| ---------------------------- | ------- |
| Billboard Brasil Hot 100     | 1       |
| Billboard Brasil Hot Popular | 1       |

### Regionais
| Charts (2012)             | Posição |
| ------------------------- | ------- |
| Belo Horizonte Hot Songs  | 1       |
| Brasília Hot Songs        | 2       |
| Campinas Hot Songs        | 1       |
| Florianópolis Hot Songs   | 8       |
| Fortaleza Hot Songs       | 1       |
| Goiânia Hot Songs         | 4       |
| Recife Hot Songs          | 1       |
| Salvador Hot Songs        | 2       |
| São Paulo Hot Songs       | 2       |
| Vale do Paraíba Hot Songs | 1       |

## Histórico de lançamentos
| País   | Data                  | Formato          | Gravadora                              |
| ------ | --------------------- | ---------------- | -------------------------------------- |
| Brasil | 4 de Novembro de 2012 | Download digital | Sony Music Entertainment Amigo Records |
| Brasil | 6 de Novembro de 2012 | Mainstream       | Sony Music Entertainment Amigo Records |